# Metafísica de los tubos
Metafísica de los tubos es una novela corta de la escritora belga Amélie Nothomb, publicada originalmente en francés en 2000. 

## Sinopsis
La novela, con cierto carácter autobiográfico, narra los primeros tres años de vida de una niña de familia belga en la ciudad japonesa de Osaka. La protagonista es una niña superdotada que opta por vegetar, autoproclamándose Dios, y negándose a manifestar sus emociones hasta el momento en que descubre el sentido de la vida, el placer, en una barrita de chocolate, y la muerte en un estanque habitado por carpas.
- Datos: Q978387